# Ilha de Itamaracá
Ilha de Itamaracá ou Itamaracá est une ville brésilienne du littoral de l'État du Pernambouc, située sur l'île homonyme, l'île d'Itamaracá (ilha de Itamaracá en portugais). "Itamaraca" signifie "pierre chantante" en tupi.

## Géographie
Ilha de Itamaracá se situe par une latitude de 07° 44′ 52″ sud et par une longitude de 34° 49′ 33″ ouest, à une altitude de 3 mètres.
Sa population était de 17 573 habitants au recensement de 2007. La municipalité s'étend sur 65 km2.
Elle fait partie de la microrégion d'Itamaracá, dans la mésorégion métropolitaine de Recife.
Elle fait également partie de la région métropolitaine de Recife.

## Histoire
L'île accueille un ancien fort, le fort Orange.